# 裸露在狼群 (小说)
裸露在狼群（德语：Nackt unter Wölfen）是東德作家布鲁诺·阿皮茨所写的一部小说。该小说于1958年首次出版，讲述了布痕瓦尔德集中营中的一些囚犯不顾自身安危，掩藏一名幼小的波兰犹太男孩的故事。1937至1945年间，阿皮茨本人就因共产主义信仰而被囚禁于布痕瓦尔德集中营。小说中的男孩名叫斯特凡·西利亚克（Stefan Cyliak），小说出版后，西利亚克的原型人物的名字才为世人所知：斯特凡·耶齐·茨威格。在后来的年月里，这部小说先后被翻译为30种语言，译本在28个国家出版发行。